# X-Wild
X-Wild – niemiecka grupa heavy/power metalowa sformowana w 1993 roku przez byłych muzyków Running Wild: Axela „Morgana” Kohlmorgena (gitara), Jensa Beckera (bas) i Stefana Schwarzmanna (perkusja). Nazwa zespołu - X-Wild (ex-Wild) – jest bezpośrednio związana z nazwą macierzystej formacji.
Z brytyjskim wokalistą Frankiem Knightem zespół nagrał trzy albumy: „So What!” (1994), „Monster Effect” (1995) i „Savageland” (1996). Debiutancka płyta zadedykowana została Crissowi Olivie (Savatage). Mimo faktu, że w swoich utworach zespół wykorzystywał sporo elementów charakterystycznych dla Running Wild, w muzyce X-Wild usłyszeć można również wiele innych inspiracji, dzięki czemu można uznać, iż udało mu się wypracować swój własny styl. Frank Knight był często porównywany do Udo Dirkschneidera (Accept, U.D.O.) czy Bona Scotta (AC/DC). Wsparcie dla grupy zapewniło wielu fanów związanych wcześniej z fan clubem Running Wild, choć część najbardziej zagorzałych zwolenników dokonań Rolfa Kasparka odniosło się negatywnie do nowej formacji jego byłych kolegów. 
Grupa rozpadła się w roku 1997. Prawdopodobnie jedną z głównych przyczyn rozwiązania zespołu było zdefraudowanie należących do muzyków środków finansowych przez promotora trasy koncertowej po wydaniu płyty „Savageland”.

## Członkowie
- Frank Knight - śpiew
- Axel Morgan - gitara
- Jens Becker - bass
- Stefan Schwarzmann - perkusja
- Frank Ullrich - perkusja na ostatnim albumie
- Rainer Heubel - perkusja (gościnnie)

## Dyskografia
- So What! (1994)
- Monster Effect (1995)
- Savageland (1996)